# Caxambu (Jundiaí)
O bairro do Caxambu está localizado na Região Norte do Município de  Jundiaí, no estado de São Paulo, no Brasil. É famoso pela Festa da Uva local, pelas plantações de uvas e pela Sociedade Esportiva Caxambu.

## Topônimo
A palavra "Caxambu" tem etimologia discutida. Existem várias interpretações:
- tem origem no termo tupi kaxabu, que significa "mandacaru";[1]
- tem origem no termo de origem africana "caxambu", que designa:
  - um grande tambor;
  - um gênero musical;
  - um gênero de dança;
  - cartas que ficam viradas uma para outra no ato de embaralhar;[2]
  - morro em forma de tambor.[3]

## Loteamentos
O bairro é composto pelos seguintes loteamentos:
• Jardim Molinari
• Vila Morais
• Jardim Dona Donatta
• Jardim Rosaura
• Jardim Caxambu
• Quartier Les Residence (parte)
•Jardim Vera Cruz

## Uso do solo
No bairro do Caxambu, embora predomine o uso residencial, há porções significativas do território ocupadas com atividades industriais, comerciais e de prestação de serviços.
- Uso residencial: 57,71%
- Uso comercial e de serviços: 10,20%
- Uso institucional: 5,70%
- Uso industrial: 26,39%

## História
A história do Caxambú está relacionada à presença italiana na cidade que ainda hoje pode ser percebida principalmente na agricultura, destacando-se a produção de uvas e outras frutas. O Caxambú foi uma das regiões pioneiras na produção de uvas na cidade, tendo sido lá introduzida a variedade chamada "Isabel". Hoje, há uma tendência à valorização desse passado e seu aproveitamento par a atividades de turismo.

## Economia
Parte do seu território ainda é considerado rural, mas isso vem se modificando rapidamente com o aumento populacional e a divisão dos sítios em lotes para moradias. Caxambu possui indústrias, como, por exemplo, a Cereser, tradicional fábrica de bebidas.

## Educação
O Caxambu é servido por dois estabelecimentos de ensino público: a Escola Municipal de Ensino Básico Hermenegildo Martinelli e a Escola Estadual Professor Getúlio Nogueira de Sá, além das várias escolas particulares de educação infantil.